# Seez-Viadukt
Der Seez-Viadukt ist eine 830 Meter lange Autobahnbrücke südlich von Walenstadt im Schweizer Kanton St. Gallen. Sie überquert die Ebene des Seeztales und führt direkt in den Raischibetunnel.

## Konstruktion
Die Hohlkasten-Spannbetonbrücke auf Pfeilern wurde von 1982 bis 1986 gebaut. Für jede Fahrtrichtung besteht ein separates Bauwerk.

## Nutzung
Die Brücke hat je zwei Fahrspuren pro Fahrtrichtung. Die signalisierte Höchstgeschwindigkeit ist 100 km/h.